# 昂贝拉克
昂贝拉克（法語：Ambérac，法語發音：[ɑ̃beʁak]）是法国夏朗德省的一个市镇，属于昂古莱姆区。

## 地理
昂贝拉克（45°51'11"N, 0°3'58"E）面积12.1 平方千米，位于法国新阿基坦大区夏朗德省，该省份为法国西部内陆省份，北起德塞夫勒省和维埃纳省，东临上维埃纳省，东南至多尔多涅省，南至多爾多涅省，西接滨海夏朗德省。
与昂贝拉克接壤的市镇（或旧市镇、城区）包括：拉沙佩勒、库隆日、富克尔、马西亚克-朗维尔、维洛尼翁。

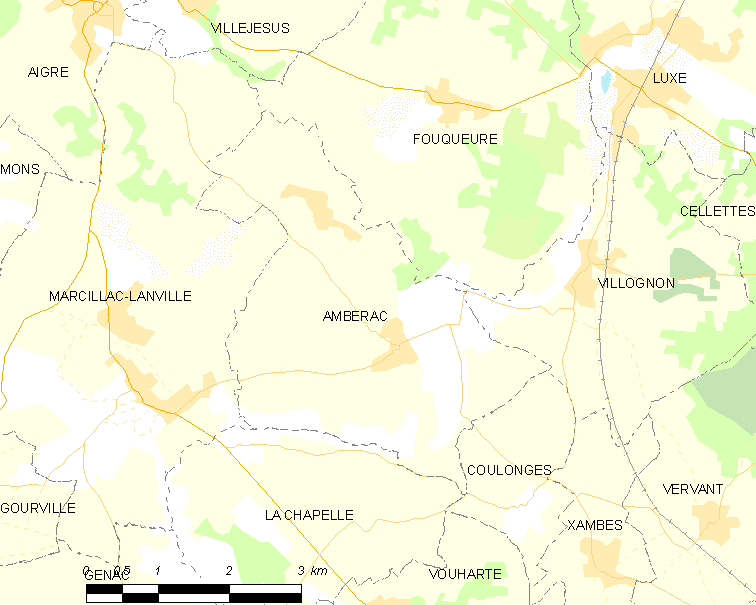
昂贝拉克的OSM定位图

昂贝拉克的时区为UTC+01:00、UTC+02:00（夏令时）。

## 行政
昂贝拉克的邮政编码为16140，INSEE市镇编码为16008。

## 政治
昂贝拉克所属的省级选区为布瓦克斯-芒卢瓦县。

## 人口

1962-2008年间昂贝拉克人口变化图示

昂贝拉克于2022年1月1日时的人口数量为312人。